# Jerry Hardin
Jerry Hardin (ur. 20 listopada 1929 w Dallas, USA) – amerykański aktor, znany przede wszystkim z roli Głębokiego Gardła – jednego z informatorów agenta Muldera w serialu Z Archiwum X. Zagrał w blisko 150 filmach i serialach.
Ojciec aktorki Melory Hardin.